# The Screamers
The Screamers fue un grupo de punk activo en el área de Los Ángeles, California (Estados Unidos), a fines de los años 70. The Screamers fueron pioneros del género ahora conocido como "synthpunk", y también pueden clasificarse como art punk.  
The Screamers estuvieron entre la primera ola de la escena de punk de Los Ángeles. Los Angeles Times aplicó la etiqueta "techno-punk" al grupo en 1978.
En el documental Punk: Attitude (2005), los Dead Kennedys citan a The Screamers como una influencia clave en el grupo y uno de los grandes grupos sin grabaciones de la historia del rock.
The Screamers resaltaban por su instrumentación inusual, que constaba de piano eléctrico y sintetizador, omitiendo guitarras. Músicos adicionales, incluyendo violinistas y una vocalista, fueron ocasionalmente incorporados en su presentaciones. El grupo presentaba una representación teatral muy desarrollada que se centraba en dos maniacos vocalistas, Tommy Gear y Tomata du Plenty.
Aunque The Screamers desarrollaron 
un seguimiento substancial y generaron considerable cobertura en la prensa, nunca publicaron un disco.

## Historia
El fundador y compositor principal de los Screamers Tommy Gear primero colaboró con Tomata du Plenty en Seattle en 1975 en The Tupperwares. En aquellos tiempos, Gear usaba el nombre "Melba Toast". Tomata du Plenty (nacido David Xavier Harrigan, 1948-2000) era un veterano de la compañía teatral Ze Whiz Kidz.
La agrupación de los Tupperwares incluía a Tommy Gear, Tomata du Plenty, y Río de Janeiro en la voz, apoyados por Pam Lillig y Ben Witz (más tarde de Girls), así como Bill Rieflin (más tarde de los Blackouts y Ministry) y un Eldon Hoke adolescente (conocido más tarde como "El Duce" de los Mentors).
A fines de 1976, después de amenazas legales de los dueños de la marca registrada Tupperware, Gear y Tomata cambiaron el nombre del grupo a The Screamers. Los dos regresaron a Los Ángeles, dejando atrás a los demás miembros. En Los Ángeles, agregaron a David Brown y al baterista Barrett. Brown se salió para fundar el sello punk seminal Dangerhouse Records; éste fue remplazado por Paul Roessler. 
The Screamers crearon una presencia visual en la prensa antes de que siquiera tocaran en vivo. Fotos de estudio del grupo —sus cabelleras envaselinadas en forma de pico, la cara de hule de Tomata retorcida por giros en una sonrisa demoniaca o una máscara de angustia— empezaron a aparecer en revistas incluso antes de que una banda completa se hubiera ensamblado. El logo del grupo diseñado por el artista Gary Panter, un dibujo estilizado de una cabeza gritando con cabello puntiagudo, se volvió una de las imágenes más reconocible en emerger del punk.
Desde 1977 hasta 1979, The Screamers fueron una sensación en los clubes de rock de Los Ángeles, vendiendo compromisos de noches múltiples en el Whisky a Go Go. Fueron el primer grupo sin un contrato de grabación anunciado en el prestigioso Teatro Roxy en Sunset Boulevard. Estas presentaciones resaltaban estados psicológicos extremos. Su letras giraban entre un compromiso jocoso con la cultura pop ("I'm Going Steady With Twiggy") y comandos casi fascistas a los ciudadanos del futuro ("Punish or Be Damned", "In a Better World, Everybody Must Be Made to Feel Important"). La música combinaba melodías pop, sintetizadores zumbantes, tamborileo propulsivo, y voces que eran gritadas. 
Describiendo una presentación de julio de 1979, el crítico musical Robert Hilburn de Los Angeles Times se concentró en "el poder extraordinario de Tomata en el escenario". Según Hilburn, "el cabello de Tomata estaba envaselinado para mantenerse levantado, dándole la apariencia de un hombre que acababa de meter su dedo en un tomacorriente. Su actuación reflejaba la ansiedad nerviosa e implacable de una sociedad... Hacia el final de los 40 minutos, Tomata había pasado la misma desintegración de la voluntad humana que asociamos con tales libros como 1984. Eventualmente, el saco, la camisa y la corbata del esmoquin son rasgados, dejándolo «simbólicamente» (no literalmente) desnudo en su intento de mantener algo de dignidad e individualidad. Como si de pronto entrara en el cuerpo de otro hombre, se pregunta horrorizado: «¿Quién son yo?»"
Extraordinariamente, The Screamers no hicieron álbumes. (Varios bootlegs han aparecido desde entonces, compuestos de ensayos o grabaciones en vivo.) En cierto momento, el grupo determinó que publicarían su álbum debut sólo en formato de video (un enfoque muy inusual antes de que MTV existiera), y dedicaron tiempo y recursos para construir un pequeño estudio para películas. A pesar de algunos esfuerzos irregulares a principios de los 80s, efectivamente la banda se había disuelto antes de que sus planes de video se realizaran. Roessler se unió a la otro grupo de synthpunk de Los Ángeles Nervous Gender. Los otros miembros persiguieron carreras no musicales, aunque Barrett se reunió con Roessler para tocar en vivo varias canciones de los Screamers a finales del 2000, en tributo a Tomata Plenty, quien recientemente había muerto en San Francisco en agosto del 2000.

## Grabaciones
En 2004, Target Video publicó un DVD de concierto de 1978 de los Screamers, filmado en la Masque en Los Ángeles y añadión varios antiguos videos musicales de los Screamers rodados en el estudio Target por la misma época. Grabaciones en vivo y cintas demo no autorizadas de The Screamers circulan como bootlegs.

## En la cultura popular
Tomata du Plenty fue la protagonista del musical de punk rock de 1986 Population: 1. La publicación de octubre de 2008 de Population: 1 en DVD incluye un disco extra de raros metrajes de los conciertos de los Screamers.
Un póster anunciando un concierto de los Screamers aparece en el pasillo (junto a pósteres de muchos otros grupos) de la casa en la película Laurel Canyon.